# Parc naturel de Bernāti
Le Parc naturel de Bernāti (en letton: Bernātu dabas parks) est un parc naturel en Lettonie situé en Courlande dans la municipalité de Nīca. Le site s'étend sur 29,45 km2 dont 725 ha se trouvent sur la terre ferme et 2220 ha sont des eaux marines au sein de la zone marine protégée transfrontalière de Nida-Pērkone, entre la Lituanie et la Lettonie. Le parc fait l'objet d'une protection depuis 2004. 
Les plus hautes dunes de Lettonie sont situées au sein du parc naturel ainsi que le point le plus occidental du pays (56° 22′ 38,2″ N, 20° 58′ 44,3″ E
). 
Le parc naturel appartient au réseau Natura 2000 qui rassemble des sites naturels ou semi-naturels de l'Union européenne ayant une grande valeur patrimoniale. 